# Cerne Abbas
Cerne Abbas är en ort och civil parish i Storbritannien.   Den ligger i kommunen Dorset och riksdelen England, i den södra delen av landet, 180 km väster om huvudstaden London. Cerne Abbas ligger 121 meter över havet och antalet invånare är 820.
Terrängen runt Cerne Abbas är huvudsakligen platt, men åt nordväst är den kuperad. Runt Cerne Abbas är det ganska tätbefolkat, med 86 invånare per kvadratkilometer. Närmaste större samhälle är Dorchester, 10,7 km söder om Cerne Abbas. Trakten runt Cerne Abbas består till största delen av jordbruksmark.